# 콜래트럴 이펙트
《콜래트럴 이펙트》(영어: Collateral)는 영국의 4부작 드라마이며, 데이비드 헤어가 각본 및 기획, S. J. 클락슨이 연출을 하였다. 2018년 2월 12일 BBC Two를 통해 첫 방영을 했다.
허가 “경찰의 점잔 뺀음이 없는 경찰 소설”이라고 묘사한 이 드라마에서 캐리 멀리건는 런던의 교외 지역에서 총격을 맞고 사망한 피자 배달부의 살인자의 조사를 맞은 형사 킵 글래스피 역으로 출연했다. 이어지는 이야기는 이 이야기와 모두 어떻게해서든지 관계된 등장인물들의 복잡한 관계를 풀어나간다. 네서니얼 마르텔로화이트는 글래스피의 동료 경사 네이선 빌크 역으로 출연했다. 지니 스파크, 니콜라 워커, 존 심, 빌리 파이퍼 등도 출연진의 주요 인물로 이름을 올렸다.
이 드라마는 2017년 4월에 알려졌으며, 1973년에 BBC를 위해 각본을 쓴 이래로. 허에게는 첫 오리지널 텔레지전 드라마였다. BBC의 드라마 국장 피어스 웽거는 이 드라마에 대해 “현시대적이고 시청자들의 기대를 뛰어넘는 생각을 자극하는 국무부 스릴러”라 묘사했다. 최종 에피소드가 방영된 후, 허는 드라마의 정치적 내용에 대한 성향을 이유로 헤드라인을 이렇게 띄우며 : "친애하는 BBC에게 – 콜래트럴 이펙트 이후로, 데이비드 헤어에게 투자를 부디 멈춰라"(Dear BBC – after Collateral, please stop funding David Hare)라고 한 텔레그래프의 비판을 받았다.
이 드라마는 넷플릭스와의 공동 제작되었으며, 2018년 3월에 넷플릭스 서비스로 전세계에 공개되었다.

## 배역
- 캐리 멀리건 - 킵 글래스피 역 : 형사이자 전 장대높이뛰기 선수
- 존 심 - 데이비드 마스 역; 하원의원 및 영국 교통부 예비 장관
- 빌리 파이퍼 - 캐런 마스 역; 데이비드의 전부인이자 압둘라 아시프 살인 사건의 중요 목격자
- 니콜라 워커 - 제인 올리버 역; 지역 성직자
- 네서니얼 마르텔로화이트 - 네이선 빌크 역; 형사
- 지니 스파크 - 샌드린 쇼 역; 영국 육군 대위
- 헤일리 스콰이어스 - 로리 스톤 역; 레갈 피자의 매니저
- 아드 카멜 - 파티마 아시프 역; 살인 피해자 압둘라 아시프의 자매
- 줄리 나미르 (July Namir) - 모나 아시프 역; 살인 피해자 압둘라 아시프의 누이
- 케이 앨릭샌더 (Kae Alexander) - 린 쑤언 후이 역; 살인 피해자 압둘라 아시프의 주요 목격자
- 벤 마일스 - 잭 헤일리 역; 경정
- 롭 자비스 - 유언 존슨 역; detective constable
- 비니타 리쉬 - 라퀴 샤 역; detective constable
- 로버트 포털 (Robert Portal) - 팀 디슨 소령 역; 샌드린 쇼의 상관
- 올라 브래디 - 피비 디슨 역; 팀 디슨 소령의 아내
- 존 헤퍼넌 - 샘 스펜스 역; MI5 요원
- 마야 산사 - 버나 얄라즈 역; MI5 잠복 요원
- 킴 메드카프 - 수키 빈센트 역; BBC 뉴스 앵커
- 리처드 매캐브 - 피터 웨스트번 역; 피밀리코 여행사 소유주
- 브라이언 버넬 - 마이키 고언스 역; 레갈 피자의 직원
- 데보라 파인들레이 - 엘리너 쇼 역; 샌드린의 어머니
- 사스키아 리브스 - 데보라 클리포드 역; 하원의원이자 야당 당수
- 조지 조지우 - 메메트 아크만 역, 밀수범 중 한 명
- 니콜라 듀펫 - 앨리스 스톤 역, 로리 스톤의 어머니
- 베라 코크 - 질 리엉 역, TV 뉴스 리포터